# Ајука (Мисисипи)
Ајука (енгл. Iuka) град је у америчкој савезној држави Мисисипи.

## Демографија
По попису из 2010. године број становника је 3.028, што је 31 (-1,0%) становника мање него 2000. године.
| Група             | 2000.         | 2010.         |
| Белци             | 2.770 (90,6%) | 2.733 (90,3%) |
| Афроамериканци    | 217 (7,1%)    | 193 (6,4%)    |
| Азијати           | 5 (0,2%)      | 7 (0,2%)      |
| Хиспаноамериканци | 37 (1,2%)     | 54 (1,8%)     |
| Укупно            | 3.059         | 3.028         |